# منطقة خان نا ياو
منطقة خان نا ياو (بالإنجليزية: Khan Na Yao District)‏ هي منطقة من مناطق بانكوك. يبلغ عدد سكانها 88986 نسمة وذلك حسب إحصائيات سنة 2004. تبلغ مساحتها 16.662 كم².

الموقع في بانكوك